# Захаров, Вениамин Михайлович
Вениамин Михайлович Захаров (22 января 1969, Минск — 8 марта 2024) — советский и белорусский артист балета, заслуженный артист Республики Беларусь (1994). Лауреат Государственной премии Беларуси (1996) и премии имени Л. Александровской (1996).

## Биография
Родился 22 января 1969 года в Минске.
В хореографическое училище поступил в возрасте 10 лет, польстившись на обещание родителей купить за это велосипед, хотя мечтал стать водителем автобуса. В 1987 году окончил Белорусское хореографическое училище, в том же году в 18-летнем возрасте был принят в труппу Национального академического театра балета Беларуси (первым выходом на сцену была партия гномика в балете «Золушка» ещё в 1981/1982 году), а спустя пять лет уже стал ведущим артистом балета. В 1992 году стал лауреатом Первого международного конкурса артистов балета имени С. Дягилева в Москве и на «Арабеске-92» в Перми.
В 1987—2001 годах — солист Национального академического театра балета Беларуси. За свою балетную карьеру Вениамин Захаров выходил на сцену более тысячи раз — в главных партиях в балетах, около 200 раз только в «Лебедином озере».
Исполнитель партий: Зигфрид, Дезире, Принц («Лебединое озеро», «Спящая красавица», «Щелкунчик» П. Чайковского), Крас и Спартак («Спартак» А. Хачатуряна), Базиль и Эспада, Салор («Дон Кихот», «Баядерка» Л. Минкуса), Тореро и Хозе («Кармен-сюита» Ж. Бизе-Р. Щедрина), Бог («Сотворение мира» А. Петрова), Али и Конрад, Альберт («Корсар», «Жизель» А. Адана), Юноша («Весна священная» И. Стравинского), Жан де Бриен («Раймонда» А. Глазунова), Владимир («Страсти» А. Мдивани). В характере Вениамина Захарова исполнения балетных партий отмечали пластическую выразительность, высоту прыжка, темперамент и стремление раскрыть внутренний мир воплощаемых им в танце персонажей.
В 1996 году был удостоен Государственной премии Беларуси (за партию Владимира в балете «Страсти (Рогнеда)» Андрея Мдивани, в постановке Валентина Елизарьева) и премии имени Л. Александровской.
Оставив сцену, Вениамин Захаров работал балетным репетитором в Белорусском музыкальном театре в Минске, преподавал актёрское мастерство в Белорусской хореографической гимназии-колледже.
Умер 8 марта 2024 года.
Был женат на артистке балета Екатерине Фадеевой, брак закончился разводом.